# Altorilievo di Pyrgi
L'Altorilievo di Pyrgi è una scultura in terracotta policroma conservata nel Museo nazionale etrusco di Villa Giulia. Il manufatto decorava il frontone posteriore di un tempio tuscanico sito nell'antica città portuale etrusca di Pyrgi (il cui territorio coincide con l'area ove oggi si trova il borgo di Santa Severa).

## Storia

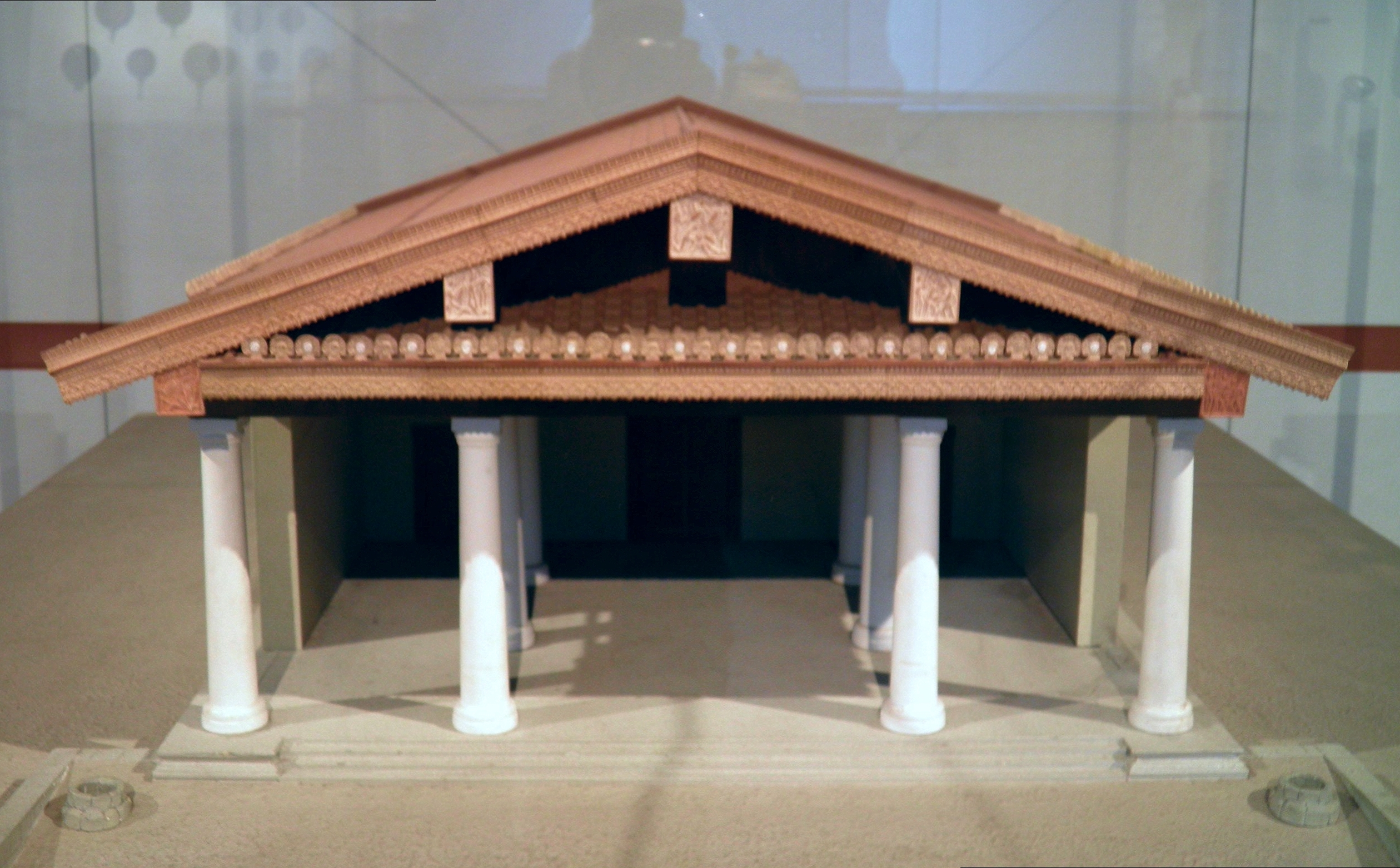
Ricostruzione del tempio di Leucotea di Pyrgi. Nel frontone si vedono i tre antepagmenta in terracotta

Il reperto rinvenuto a Santa Severa era il quadro fittile - elemento decorativo denominato antepagmentum - affisso alla testata del columen, cioè l'asse longitudinale principale (o maestro) del tetto del tempio. Si trovava quindi al centro del frontone e nella posizione più in alto. Ai lati della fronte vi erano altri due antepagmenta (in corrispondenza delle testate dei mutuli, cioè le travi laterali parallele al columen).
Il medesimo apparato decorativo insisteva sul frontone anteriore del tempio. 
La lastra fittile di Villa Giulia fu rinvenuta, ormai ridotta in frammenti, nel corso di una campagna di scavi archeologici condotta da Massimo Pallottino, insigne archeologo dell’Università di Roma, avviata nel 1956.
Gli scavi de La Sapienza riportarono alla luce i resti di un grande santuario che constava di due templi ed altri edifici. Uno dei due luoghi di culto - che nella cartografia dello scavo archeologico venne indicato come tempio A - era dedicato a Leucotea ed è stato datato dal Pallottino intorno al 470 a.C. Proprio a questo tempio pertiene l'altorilievo ora nel Museo nazionale etrusco.
Il complesso e lungo restauro del reperto consentì una ampia ricomposizione dei frammenti ritrovati, rendendo così leggibile la scena raffiguratavi che venne riconosciuta da Enrico Paribeni - altro valente archeologo italiano - quale rappresentazione di alcuni episodi della mitica guerra tra le polis di Argo e di Tebe - evento tramandato da varie fonti letterarie greche, le più antiche delle quali andate perdute -, conflitto causato dalla rottura da parte di Eteocle del patto stretto con suo fratello Polinice concernente l'annuale alternanza tra i due sul trono tebano.

## Descrizione

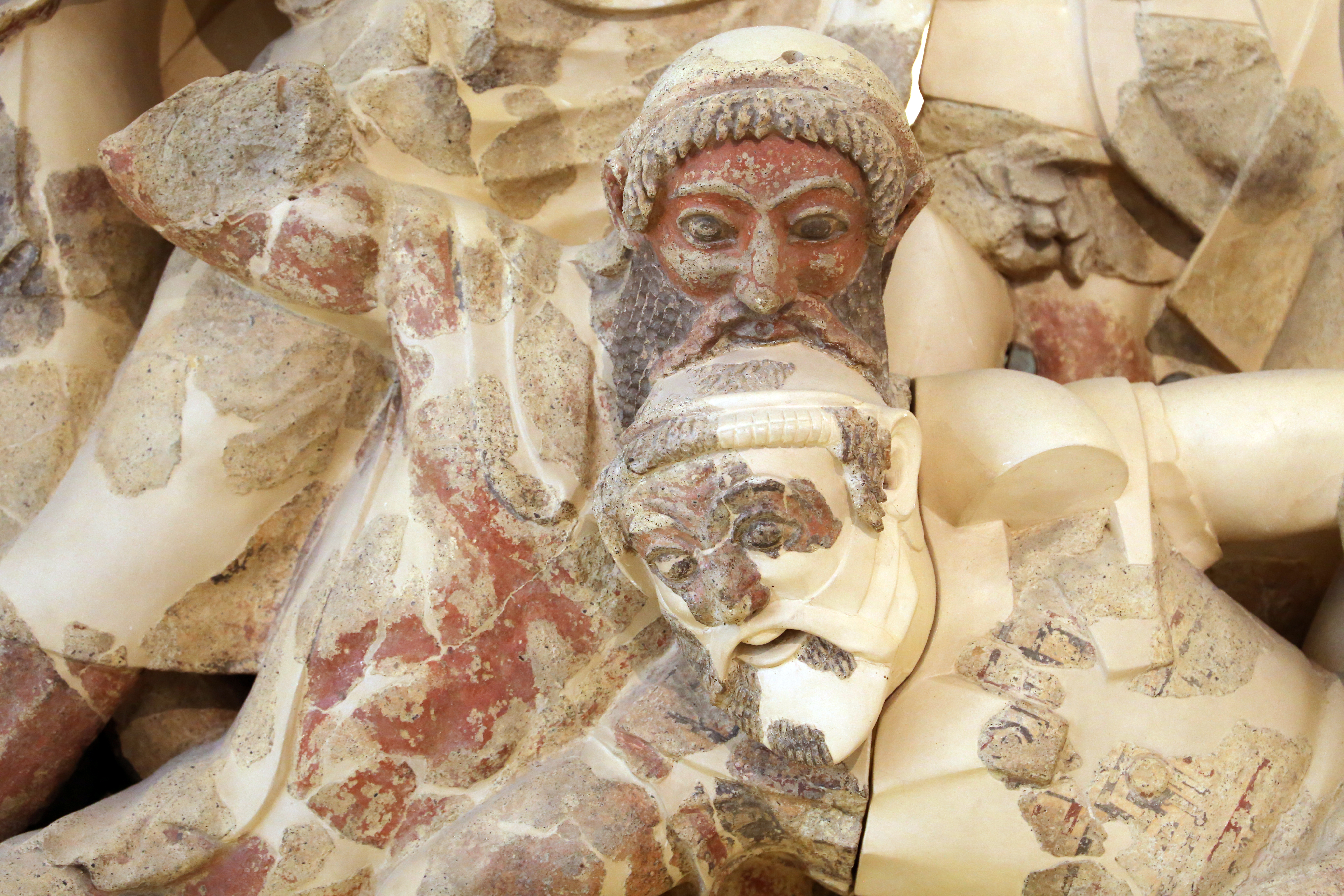
Tideo e Melanippo (particolare)

Nel rilievo sono raffigurati due episodi di questo epico scontro. Il primo ha luogo in basso a destra, dove vediamo Tideo che, benché morente, per rabbia e spregio del nemico, addenta il cranio del tebano Melanippo, il quale, prima di cadere ucciso, aveva a sua volta colpito a morte lo stesso Tideo.
È parte di questa prima scena anche la figura femminile a sinistra della lastra. Si tratta della dea Atena - come tale identificabile anche dalla testa di Medusa (gorgoneion) che decora il pettorale della sua corazza - che era la protettrice (almeno sino a quel momento) di Tideo. Atena, infatti, si sta recando in soccorso di costui per dargli un farmaco divino che lo avrebbe salvato dalla morte imminente e lo avrebbe reso definitivamente immortale: è il contenuto dell'ampolla che ella ha in mano. Tuttavia, una volta arrivata sul luogo dello scontro, la dea rimane talmente disgustata dalla belluina condotta di Tideo, intento a divorare il cranio del nemico morto, da mutare repentinamente proposito, abbandonando il suo (ormai ex) protetto al proprio destino mortale. 
L'altra scena della guerra tra Argo e Tebe che istoria il rilievo è messa in atto dai tre personaggi in piedi, dal centro verso la destra del quadro fittile. Qui si assiste all'uccisione di Capaneo (il guerriero a destra) da parte di Zeus che è per l'appunto plasmato nell'atto di scagliare una folgore verso il condottiero argivo. Tra i due vi è un altro guerriero che potrebbe essere dubitativamente individuato in Polifonte, cioè l'eroe tebano che nella tragedia di Eschilo contrasta Capaneo alla porta di Tebe detta di Elettra.

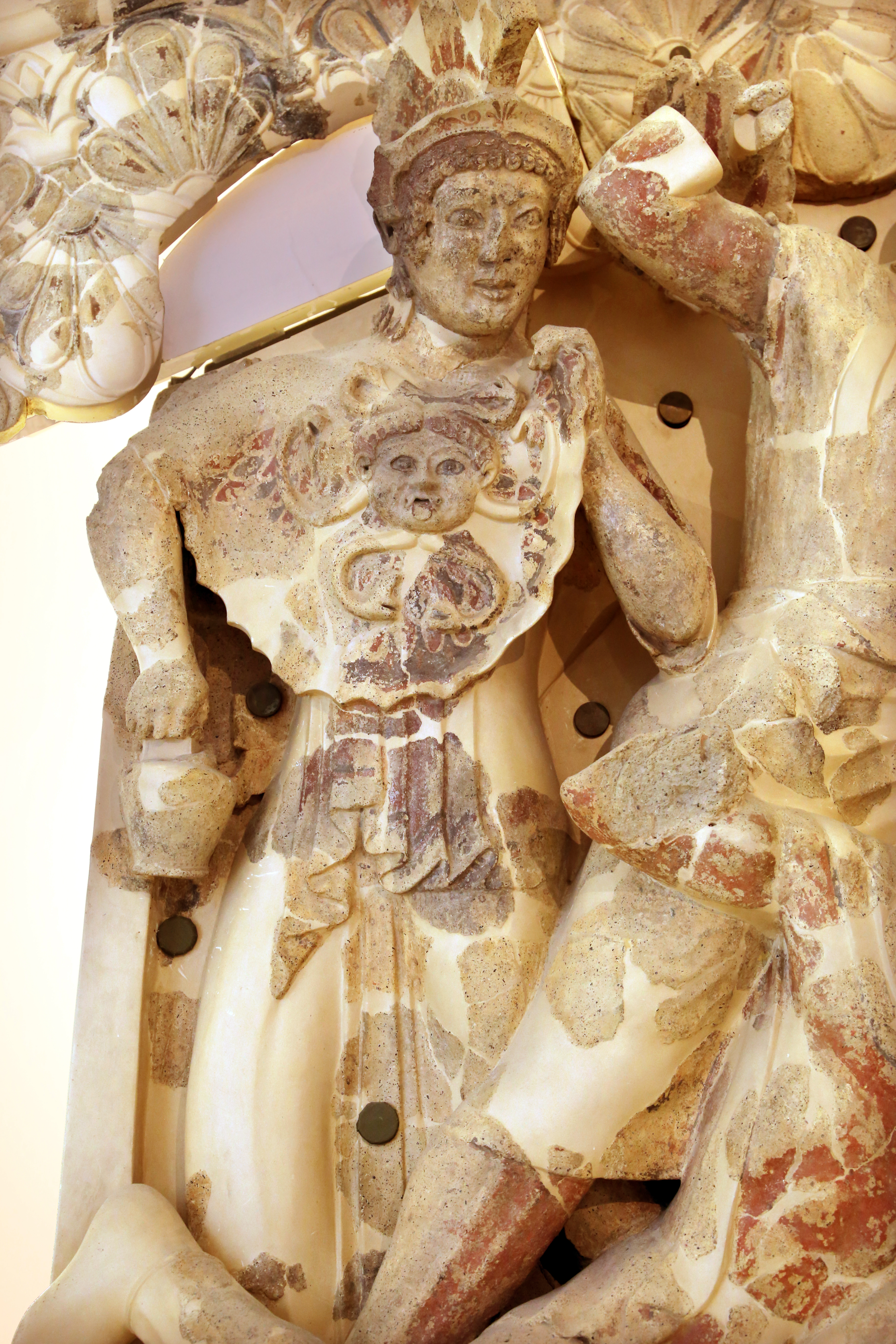
Atena (particolare)

Zeus folgorò Capaneo perché questi, mentre dava l'assalto alla città nemica, facendo strage di tebani, aveva detto, con sacrilega iattanza, che nemmeno l'intervento degli dèi a difesa di Tebe gli avrebbe potuto impedire di portare a termine la sua impresa. Bestemmia immediatamente punita dal re dell'Olimpo. 
Si ignora quale sia la fonte letteraria da cui è stato derivato l'altorilievo di Pyrgi: in merito si è però notato che il dettaglio di Atena che intende conferire vita eterna a Tideo mediante la somministrazione di un farmaco - il contenuto dell'ampolla - è iconograficamente inconsueto, essendo viceversa più frequente la raffigurazione della soccorritrice di Tideo mentre tiene per mano una fanciulla che è la personificazione dell'immortalità (Athanasia).
Il ricorso ad un farmaco (in luogo dell'apparizione di Athanasia) si trova identico nella Biblioteca dello Pseudo-Apollodoro: per ovvie ragioni corologiche questo scritto - che risale al II secolo d.C - non è la fonte diretta della ben più antica terracotta. Si è però proposto che tale dettaglio della Biblioteca possa essere stato ripreso da una fonte molto più risalente (antecedente alla decorazione del tempio di Pyrgi) forse rinvenibile in un perduto scritto del poeta magnogreco Stesicoro, che, sempre in ipotesi, potrebbe essere stata la fonte seguita anche dal coroplasta etrusco. Pyrgi, del resto, era un fiorente scalo portuale con significativi rapporti anche con i centri magnogreci tirrenici.
Quanto ai motivi per i quali il tempio di Leucotea recasse questo tema decorativo, una prima ragione può essere individuata nel fatto che la divinità titolare del luogo sacro sia figlia di Cadmo cioè il leggendario fondatore, e primo re, di Tebe. Inoltre, i due eventi raffigurati nel rilievo di Villa Giulia sono due evidenti esempi di punizione divina della Hybris - l'empietà di Tideo, la superbia sacrilega di Capaneo -, argomento appropriato per un edificio di culto, quale monito ad aver rispetto dei superiori precetti religiosi e a temere gli dèi.

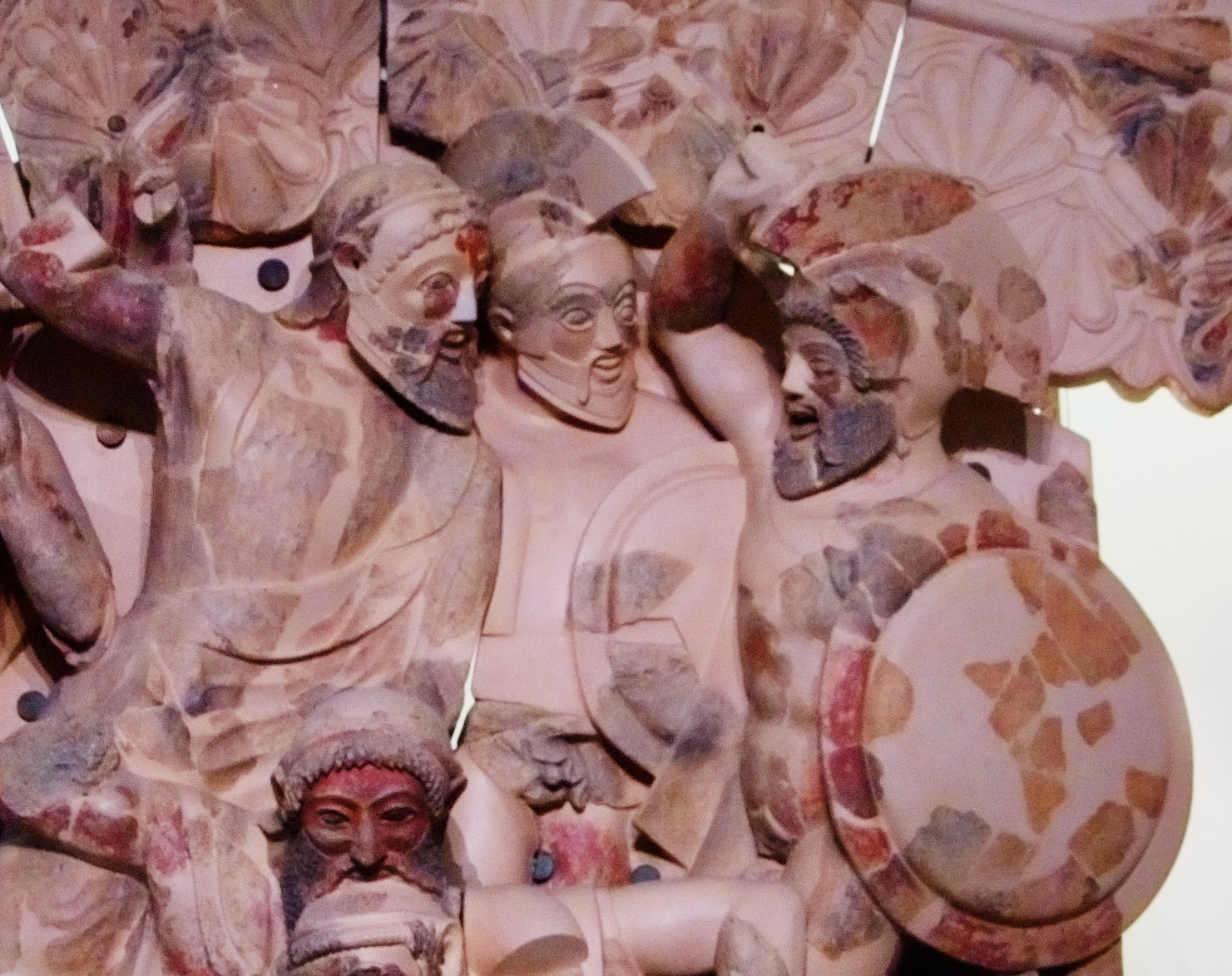
Zeus folgora Capaneo (particolare)

Secondo alcuni il tema iconografico del rilievo potrebbe associare all'aspetto cultuale anche una rivendicazione di carattere politico: il rifiuto da parte della città etrusca della tirannide, simboleggiata dalla violenza sopraffattrice dei condottieri argivi sconfitti ed uccisi.
In merito ai due antepagmenta laterali si ignora invece che cosa vi fosse esattamente raffigurato anche se per omogeneità con quello centrale si pensa che contenessero ulteriori eventi del ciclo tebano. In questo senso, con riguardo ad un frammento recante una protome equina, rinvenuto sempre nello scavo di Santa Severa, si è ipotizzato possa trattarsi di un elemento della decorazione dello scudo di Polinice, corrispondente alla descrizione che di tale armamento si trova ne Le fenicie di Euripide.
La possibile presenza di Polinice potrebbe far pensare che insieme a quest'ultimo fosse raffigurato suo fratello Eteocle durante il duello in cui i due si uccisero reciprocamente. Troppo poco invece si è rinvenuto dell'altro antepagmentum laterale posteriore per andare oltre ad ipotesi generiche (resti di possibili guerrieri argivi non identificabili).
Molto meno è stato possibile ricostruire circa il motivo decorativo del frontone anteriore: i reperti più significativi rinvenuti relativi a questa parte frontonale sono costituiti da una testa femminile, in cui è stata riconosciuta Leucotea, cioè la divinità titolare del tempio, e da un torso di Eracle, con ogni probabilità elementi della lastra fittile centrale. Si pensa che la scena raffigurata in questo antepagmentum avesse per tema il soccorso prestato da Eracle a Leucotea e suo figlio Palemone perseguitati da Era. Essendo sia la madre che il figlio divinità marine e trovandosi il tempio di Pyrgi in riva al mare (il lato anteriore era quello orientato verso l'acqua) è presumibile che il soggetto del rilievo avesse valenza apotropaica a protezione dei naviganti.

## Reperti relativi al frontone anteriore

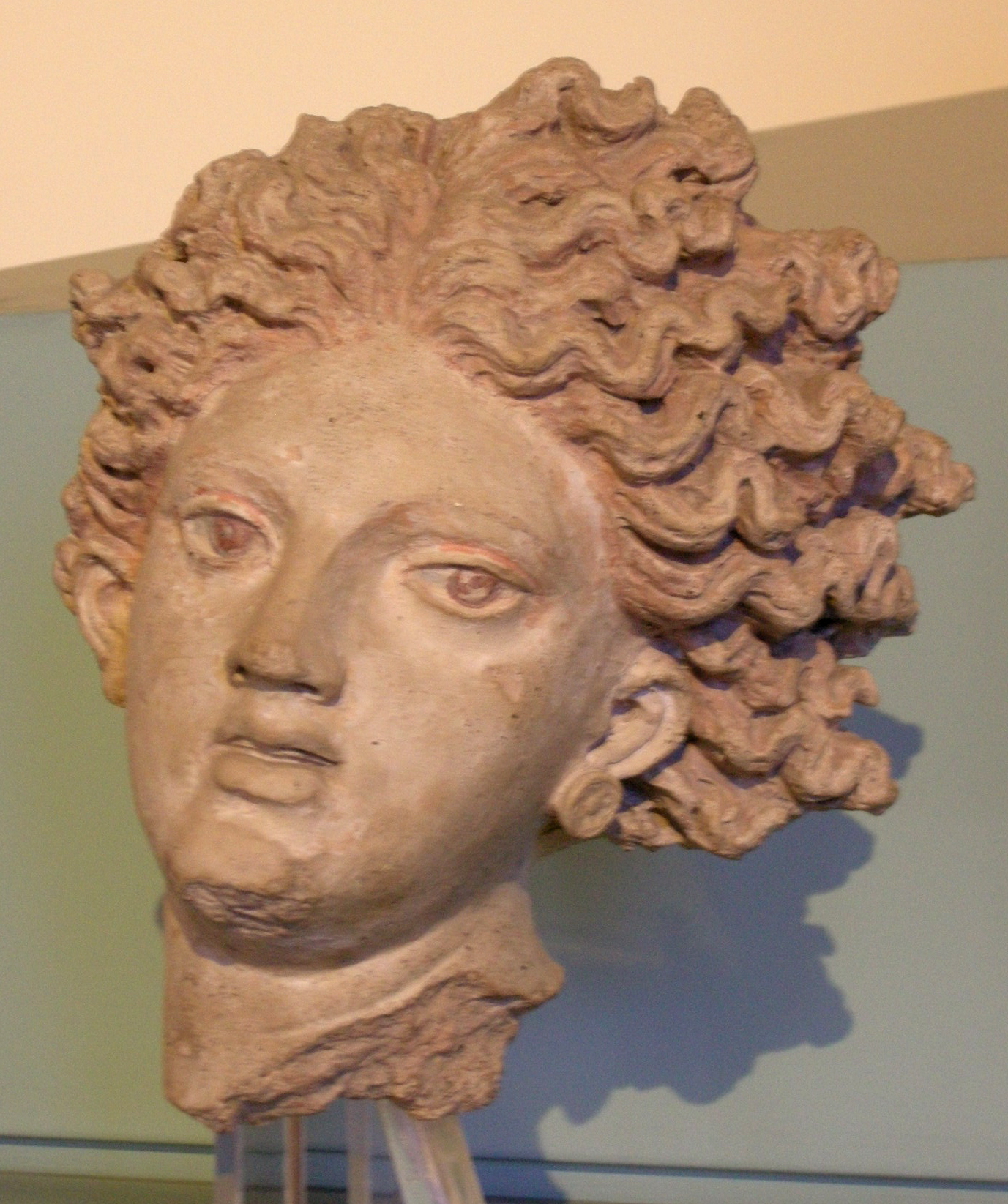
Testa di Leucotea
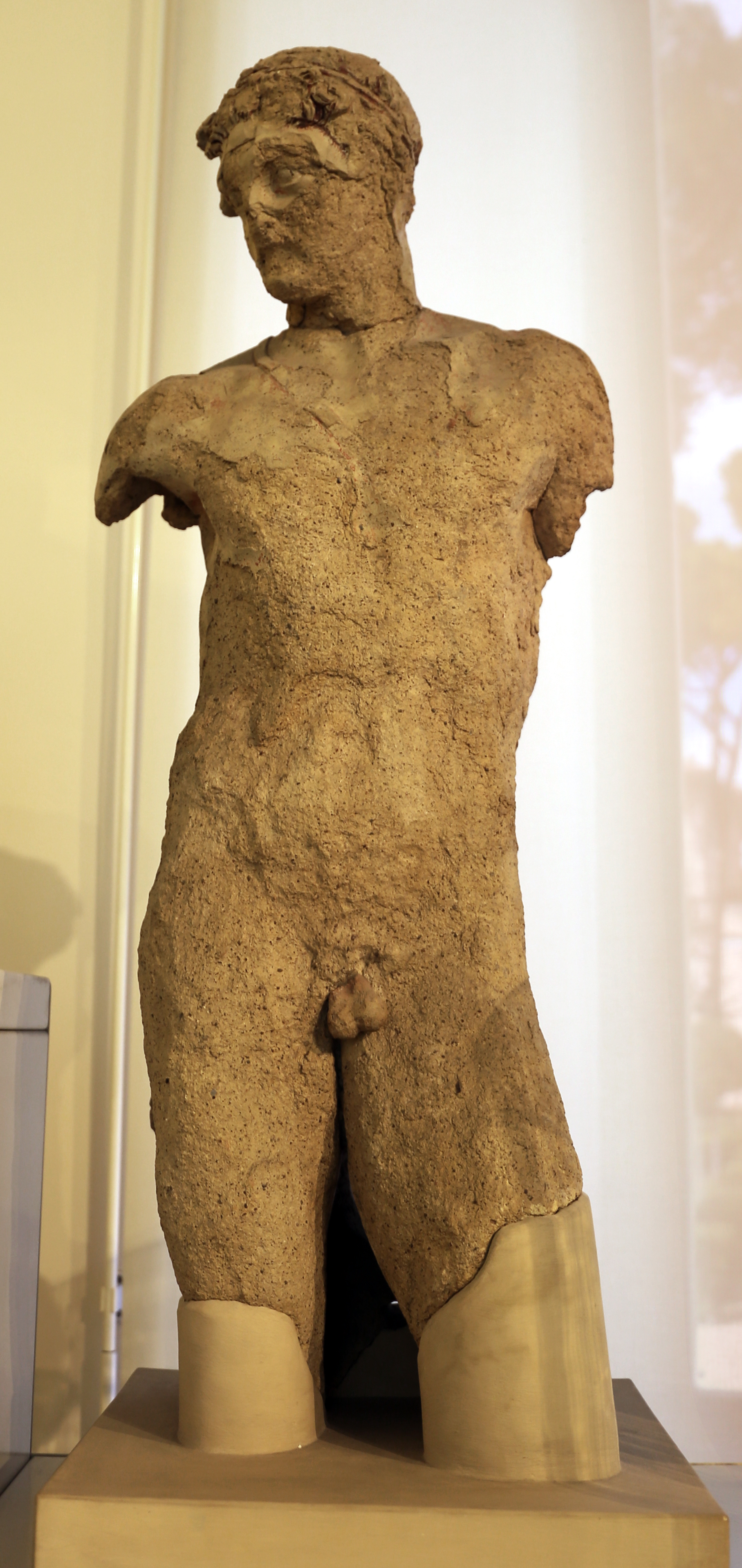
Torso di Eracle

I due reperti hanno datazione più tarda dell'antepagmentum posteriore, collocata intorno al 350 a.C. Si pensa infatti che essi siano frutto di un restauro del tempio di Leucotea che era stato danneggiato in occasione del saccheggio subito dal santuario di Pyrgi nel 384 a.C. ad opera dei siracusani guidati dal tiranno Dionigi. Anche questi ulteriori reperti sono conservati nel Museo etrusco di Villa Giulia.